# Historia de la animación en Argentina

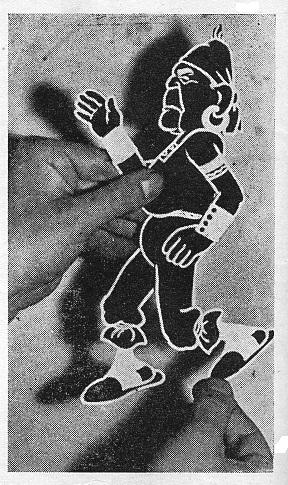
Quirino Cristiani con una figura para animar de la película "El apóstol" (1917).

La Historia de la animación argentina da su inicio en el año 1917 de la mano del pionero Quirino Cristiani, animador y director que, junto al productor Federico Valle, realizaron lo que sería denominado como el primer largometraje animado en el mundo, llamado “El Apóstol”: una sátira política sobre el presidente Hipólito Yrigoyen. Federico Valle era un italiano que, luego de haber trabajado como director y operador para los hermanos Lumiére en Francia, emigró a Argentina y creó “Cinematografía Valle” donde Quirino Cristiani comenzó a trabajar.
“El Apóstol” fue realizado con figuras dibujadas sobre cartón, unidas y posteriormente cosidas con hilo para que así pudieran moverse. El diseño de los personajes fue bocetado por Diógenes Taborda, de la mano de Andrés Ducard y fueron animados en una mesa de montaje casera que creó Cristiani para este proyecto.
Otro hito que se le atribuye a Cristiani es el primer largometraje animado sonoro cuyo estreno fue el 18 de septiembre de 1931. Este film se llamó “Peludópolis”, donde Quirino vuelve a retomar como temática al presidente Hipólito Yrigoyen. La película significó un fracaso financiero haciendo que su autor se deshiciera de todas las copias.

## Animación en la televisión
Este arte de animar se volvió una profesión a partir de la llegada de la televisión a Argentina, en el año 1951. Ésta se vio influenciada por el cine, y por el humor que hacía ya mucho tiempo se ofrecía en obras gráficas. Después de esta innovación tecnológica la publicidad se volvió de gran importancia, posibilitó la creación de una nueva industria. Tanto así que a un año de la inauguración de la televisión en el país se creó la empresa Kinevision con el fin de producir publicidad animada específicamente para este nuevo medio.
Otro precursor reconocido es Manuel García Ferré, un español quien comenzó a trabajar con 24 años de edad, de la mano de Kurt Lowe quien lo contrató en 1956, para hacerse cargo de la dirección de su departamento de trabajo en Argentina. Y como describe Manrupe, en su libro “Breve historia del dibujo animado en la Argentina” fue un éxito total porque logró conseguir el monopolio y darle trabajo a muchas personas. Tanto es el éxito conseguido por este precursor, que hasta su primer largo “mil intentos y un invento” fue un triunfo. Sus personajes calarán en la memoria colectiva de los argentinos como nunca antes se había visto: algunos de estos personajes son Anteojito, Hijitus, Larguirucho, Petete, Calculín entre otros.

“El auge se vería reflejado en la creación de instituciones gremiales como una Cámara Argentina del Film Publicitario de Dibujo Animado (1960) o la Asociación de Productores de dibujos animados (1961) y hasta la realización de un Primer Festival de Dibujos Animados Argentinos(1961)” (Manrupe. 2004. Pág 50-51).

Así como la definición de “animación” fue mutando con el paso del tiempo, también lo hicieron las técnicas con las que se desarrollaron estos proyectos.
En Argentina existió una fuerte influencia de la producción norteamericana, tanto fue así, que en los primeros años del siglo se usó el término “Estilo Disney” para caracterizar las obras comerciales trabajadas en celuloide, en 2D.
Así como también se le llamó “Estilo Pixar”, para describir las obras realizadas en 3D de manera computarizada “conformando un nuevo tradicionalismo en la cual la técnica 3D reemplaza al dibujo. Sin embargo, este dominio se da en el caso de la animación comercial” (Siragusa; González.2013. Pág,17) En la animación independiente, no hay una técnica específica.

## Animadores argentinos en producciones internacionales
En las grandes producciones de caricaturas animadas norteamericanas de los 80 como lo fueron The Smurfs (Los Pitufos), Los Snorks (Los Snorkels), Scooby-Doo, Rambo, Pac-man y The Jetsons (Los Supersónicos) participaron como trabajadores argentinos en diferentes áreas. Una personalidad destacada fue Jaime Díaz, quien pasó veinte años de su vida formándose en Estados Unidos, desarrollando roles pertinentes en grandes éxitos como lo fue La Pantera Rosa, Bugs Bunny y el Pato Lucas.

## Años 90-2000
Como fue descrito anteriormente, Argentina fue influenciada por las producciones norteamericanas. Un claro ejemplo de ello fue la película ¿Quién engañó a Roger Rabbit? de 1988. Este film generó estándares en la industria y un amplio análisis a nivel mundial debido a sus características innovadoras. Destinado a un público específico, maduro, mixto y exclusivamente televisivo, en palabras de Manrupe (2004).
En Argentina, la suma de avances tecnológicos, tanto en software (como por ejemplo Flash) como en hardware, permitió el desarrollo de producciones capaces, no solo de ser vendidas al exterior sino también de ser producidas con mayor facilidad. La revolución digital del año 1999 permitió que realizar una producción animada sea algo accesible, ya que con anterioridad requería de un presupuesto elevado y presentaba un alto grado de dificultad técnico-realizativa.

### Films relevantes
- 1990: Caloi en su tinta de Caloi.
- 1993: El Pibe de Pablo Rodríguez Jáuregui
- 1994: S.O.S. Gulubú de Susana Tozzi
- 1996: Mi familia es un dibujo de Patagonik y Telefé (tv) / Cybersix de Telefé
- 1997: La Señora Calabaza de BK y Basta / La Trattoría del Averno de Esteban Tolj / Dibu, la película de Carlos Olivieri y Alejandro Stoessel - Patagonik Film Group.
- 1998: El bobo y el bobero de Diego Rolle / El club de los corazones sucios de Bk & basta / Los derechos del niño de Ayar Blasco y Juan Antin  / Mala leche de Ayar Blasco, Juan Antin, Pablo Cansler / Planetas de Diego Kantor / Ruleta rusa de Juan Antin / Dibu 2, la venganza de Nasty de Carlos Galettini - Patagonik Film Group / Mercano el marciano de Juan Antin y Ayar Blasco
- 1999: Las aventuras del osito que ve accidentes de Bk & Basta / D-mente de Diego Rolle / El maestro de violin de Esteban Tolj / Marcello G, sólo un hombre de Neftor Frenkel y Martin Canals /  El Show de los Perrolotuditos de Esteban Tolj / Zona de Espanto de Esteban Tolj / Manuelita de Manuel García Ferré / Los Pintín de Franco Bíttolo
- 2000: Condor Crux de Juan Pablo Buscarini / Los Pintín al rescate de Franco Bíttolo / Don Fulgencio de Lino Palacio  / El mono Mario de Ary G / Corazón, las alegrías de Pantriste de Manuel García Ferré